# 2023年中国杯
2023年中国杯（中国語: 2023中国杯世界花样滑冰大奖赛、英語: Cup of China 2023）は2023年に中国で開催されたフィギュアスケートの国際競技会。国際スケート連盟による2023/2024 ISUグランプリシリーズの第4戦である。

## 概要
2023年中国杯は、2023-2024シーズンのグランプリシリーズ中国大会。2023年11月10日から12日にかけて、シニアクラスの男女シングル、ペア、アイスダンス競技が重慶の華西文化体育センターで行われた。
新型コロナウイルスの影響で開催中止となっていたため、中国大会は2020-2021シーズン以来の開催となった。

## 選手招待
今大会開催国の統括団体である中国スケート協会に対しては、各種目定員のうち最大3人(組)の出場枠が用意された。

### 欠場及び棄権
WD

 アナスタシア・スミルノワand ダニーロ・シアニツィア

 三原舞依

 ブレイディ・テネル

 王詩玥 and 柳鑫宇

 エミリー・チェン and スペンサー・アキラ・ハウ

### エントリー
| 男子シングル               | 女子シングル                              | ペア                                                                                  | アイスダンス                                        |
| -------------------------- | ----------------------------------------- | ------------------------------------------------------------------------------------- | --------------------------------------------------- |
| 戴大衛                     | ルナ・ヘンドリックス                      | ディアナ・ステラート・デュデク and マキシム・デシャン                                 | パイパー・ギレス and ポール・ポワリエ               |
| 金博洋                     | マデリン・シザース                        | 彭程 and 王磊                                                                         | マージョリー・ラジョワ and ザカリー・ラガ           |
| 張鶴                       | 安香怡                                    | Wang Yuchen and Zhu Lei                                                               | Shang SHI and Nan WU 王詩玥 and 柳鑫宇              |
| アダム・シャオ・イム・ファ | 陳虹伊                                    | 張思陽 and 楊泳超                                                                     | 陳溪梓 and 邢珈寧                                   |
| ガブリエレ・フランジパーニ | 朱易                                      | アニカ・ホッケ and ロベルト・クンケル                                                 | ナタリー・タシュレロヴァ and フィリップ・タシュラー |
| 友野一希                   | ニーナ・ペトロキナ                        | レベッカ・ギラルディ and フィリッポ・アンブロジーニ                                   | ロイシア・ドゥムジョ and テオ・ル・メルシエ         |
| 宇野昌磨                   | 三原舞依                                  | マリア・モホワ and イワン・モホフ アナスタシア・スミルノワ and ダニーロ・シアニツィア | マリア・カザコワ and ゲオルギー・レヴィア           |
| 山本草太                   | 渡辺倫果                                  | アンナ・バレシ and マヌエル・ピアッザ エミリー・チェン and スペンサー・アキラ・ハウ   | エミリー・ブラッティ and イアン・サマーヴィル       |
| ミハイル・シャイドロフ     | 吉田陽菜                                  | ―                                                                                     | キャロライン・グリーン and マイケル・パーソンズ     |
| イ・シヒョン               | キム・イェリム                            | ―                                                                                     | エヴァ・パテ and ローガン・バイ                     |
| ルーカス・ブルサード       | オードリー・シン                          | ―                                                                                     | ―                                                   |
| ジミー・マ                 | エカテリーナ・クラコワ ブレイディ・テネル | ―                                                                                     | ―                                                   |

### 出場選手変更
| カテゴリー   | 欠場/棄権                                           | 追加招集                              |        |
| ------------ | --------------------------------------------------- | ------------------------------------- | ------ |
| カテゴリー   | 男子シングル                                        | TBD                                   | 戴大衛 |
| 金博洋       | 男子シングル                                        | TBD                                   |        |
| 張鶴         | 男子シングル                                        | TBD                                   |        |
| 女子シングル | 安香怡                                              | TBD                                   |        |
| 女子シングル | 陳虹伊                                              | TBD                                   |        |
| 女子シングル | 朱易                                                | TBD                                   |        |
| ペア         | 彭程 and 王磊                                       | TBD                                   |        |
| ペア         | Wang Yuchen and Zhu Lei                             | TBD                                   |        |
| ペア         | 張思陽 and 楊泳超                                   | TBD                                   |        |
| アイスダンス | 王詩玥 and 柳鑫宇                                   | TBD                                   |        |
| アイスダンス | 陳溪梓 and 邢珈寧                                   | TBD                                   |        |
| ペア         | アナスタシア・スミルノワ and ダニーロ・シアニツィア | マリア・モホワ and イワン・モホフ     |        |
| 女子シングル | 三原舞依                                            |                                       |        |
| 女子シングル | ブレイディ・テネル                                  | エカテリーナ・クラコワ                |        |
| アイスダンス | 王詩玥 and 柳鑫宇                                   | Shang SHI and Nan WU                  |        |
| ペア         | エミリー・チェン and スペンサー・アキラ・ハウ       | アンナ・バレシ and マヌエル・ピアッザ |        |

## 賞金
各競技の上位成績者には、2023/2024 ISUグランプリシリーズの他大会と同様に以下の賞金が与えられる。
| 順位 | 賞金         |
| ---- | ------------ |
| 1位  | 18,000米ドル |
| 2位  | 13,000米ドル |
| 3位  | 9,000米ドル  |
| 4位  | 3,000米ドル  |
| 5位  | 2,000米ドル  |

競技後のエキシビション出演を断った場合は賞金から3,000米ドルを差し引かれるとされた。競技賞金がなかった選手のエキシビション出演には、シングルで200米ドル、ペア・アイスダンスで一組に付き300米ドル支払われるとされた。